# Киавари
Киа̀вари (на италиански: Chiavari; на лигурски: Ciävai, Чавай) е пристанищен град и община в Северна Италия, провинция Генуа, регион Лигурия. Разположен е на брега на Лигурско море, на лигурското Източно крайбрежие. Населението на общината е 27 295 души (към 2011 г.).

## Спорт
Представителният футболен отбор на града се казва Виртус Ентела.